# E io ti seguo
E io ti seguo è un film italiano del 2003 diretto da Maurizio Fiume e liberamente ispirato alla vicenda di Giancarlo Siani.

## Produzione
E io ti seguo si ispira liberamente ad una vicenda tutta italiana, la storia di un giovane giornalista napoletano, Giancarlo Siani, ucciso per mano della camorra a soli 26 anni, condannato a morte dalla sua inesauribile passione per la verità, per il giornalismo d'inchiesta, per la sua ostinazione a raccontare le cose che, semplicemente, vedeva intorno a sé. E io ti seguo era la tranquillizzante, ipocrita, affermazione con cui tutti intorno a Giancarlo, in redazione, negli uffici di polizia, nelle aule del tribunale lo invitavano ad andare avanti, ad avviare le sue inchieste, promettendo di seguirlo quando le prove fossero state più evidenti e la partita più facile: ma nessuno l'ha seguito, salvo i suoi sicari.
Il film è una produzione indipendente realizzata dalla Icarowebfilm di Napoli, senza alcun finanziamento statale o prevendita televisiva. La distribuzione è curata direttamente dalla Icarowebfilm con l'aiuto di un gruppo di distributori regionali ed esercenti.

## Accoglienza
Il film, vincitore del Premio Cinema Democratico per il soggetto, è stato selezionato al 27º Festival des Film du Monde di Montréal, al 6° International Meeting of Cinema & History Film Festival di Istanbul e al 22° Fajr International Film Festival di Teheran, ottenendo ovunque grande attenzione ed interesse da parte del pubblico e dei media.
In Italia il film è stato presentato alla quarantesima edizione degli Incontri internazionali del cinema di Sorrento, dove aveva suscitato una dura reazione di censura da parte di alcuni giornalisti de Il Mattino, che si sono sentiti mal rappresentati dal film.